# Bronisława Augustynek
Bronisława Augustynek (ur. 3 lipca 1924, zm. 15 września 1984) – łączniczka Armii Krajowej, polska „Sprawiedliwa wśród Narodów Świata”. 

## Życiorys
Bronisława Augustynek (z domu Fritz) była córką Wita  i Marii. Podczas II wojny światowej mieszkała we Lwowie. Od 1942 r. była członkiem Armii Krajowej. Bronisława wraz z rodziną była zaangażowana w pomoc Żydom m.in. poprzez ukrywanie ich we własnym mieszkaniu i dostarczanie jedzenia. U państwa Fritzów ukrywali się m.in. Barbara Beiser, Łucja Rausch, Batia Lispler i Miriam Haller. Jej ojciec dostarczał im także sfałszowane dokumenty.
Po II wojnie światowej zamieszkała we Wrocławiu. Podjęła współpracę z organizacją Wolność i Niezawisłość, nie godząc się na sowietyzację Polski. Czyniono przeciwko niej postępowanie, oskarżając ją o udzielanie pomocy członkom WiN-u. Wytknięto jej także współpracę z polskim podziemiem we Lwowie, gdy ukrywała Żydów. Aresztowana 27 września 1947 r., sprawę przeciwko niej ostatecznie umorzono z uwagi na ogłoszoną amnestię. Do domu wróciła 8 grudnia 1948 roku.

## Odznaczenia
8 maja 1986 r. Instytut Jad Waszem uhonorował Bronisławę Augustynek medalem „Sprawiedliwy wśród Narodów Świata”.